# 토탈미술관
토탈미술관은 서울특별시 종로구 평창동에 위치한 미술관이다.

## 같이 보기
- 서울특별시의 박물관과 미술관 목록
- 대한민국의 박물관과 미술관 목록